# Port lotniczy Aniak
Port lotniczy Aniak, Aniak Airport (kod IATA: ANI, kod ICAO: PANI, FAA LID: ANI) – cywilny amerykański port lotniczy obsługujący miasto Aniak w stanie Alaska, w obszarze Bethel.
W 2008 w lotach rozkładowych z lotniska skorzystało 18 526 osób, co było spadkiem o 22% w porównaniu do poprzedniego roku, kiedy liczba ta wynosiła 23 803, w 2006 odprawiono 26 041 osób.
Port lotniczy posiada jeden asfaltowy pas startowy o wymiarach 1829 × 46 m oraz pas wodny o wymiarach 914 × 122 m.

## Linie lotnicze i połączenia
- Frontier Alaska (Anvik [via Holy Cross], Bethel [via Kalskag], Chuathbaluk, Crooked Creek [via Shageluk], Grayling [via Shageluk], Kalskag, Holy Cross, Russian Mission [via Kalskag], Shageluk)[2]
- PenAir (Anchorage)[3]